# UFC Fight Night: Yan vs. Dvalishvili
UFC Fight Night: Yan vs. Dvalishvili（ユーエフシー・ファイトナイト：ヤン・バーサス・ドバリシビリ、別名UFC Fight Night 221、UFC on ESPN+ 79）は、アメリカ合衆国の総合格闘技団体「UFC」の大会の一つ。2023年3月11日、ネバダ州ラスベガスのヴァージンホテルズ・ラスベガス・シアターで開催された。

## 大会概要
本大会はピョートル・ヤンとメラブ・ドバリシビリのバンタム級戦が組まれた。

## 試合結果

### プレリミナリーカード
第1試合 177ポンド契約 5分3R
○  カールストン・ハリス vs.  ジャレッド・グッデン ×
3R終了 判定3-0（30-27、30-27、30-27）
※グッデンの体重超過によりウェルター級から変更。
第2試合 フライ級 5分3R
○  ブルーノ・シウバ vs.  タイソン・ナム ×
2R 1:23 リアネイキドチョーク
第3試合 女子フライ級 5分3R
○  アリアネ・リプスキ vs.  JJ・アルドリッチ ×
3R終了 判定3-0（30-27、30-27、30-27）
第4試合 バンタム級 5分3R
○  ビクター・ヘンリー vs.  トニー・グレーブリー ×
3R終了 判定2-1（30-27、28-29、29-28）
第5試合 ミドル級 5分3R
○  ジョシュ・フレムド vs.  セドリケス・ドゥマス ×
2R 3:00 ギロチンチョーク
第6試合 バンタム級 5分3R
○  デイビー・グラント vs.  ハファエル・アスンソン ×
3R 4:43 横三角絞め
第7試合 ヘビー級 5分3R
○  カール・ウィリアムズ vs.  ルーカス・ブジェスキー ×
3R終了 判定3-0（30-26、30-26、30-27）

### メインカード
第8試合 ライトヘビー級 5分3R
○  ビトー・ペトリーノ vs.  アントン・トゥルカリ ×
3R終了 判定3-0（30-26、30-27、30-27）
第9試合 バンタム級 5分3R
○  マリオ・バティスタ vs.  グイド・カネッティ ×
1R 3:18 リアネイキドチョーク
第10試合 バンタム級 5分3R
○  ジョナサン・マルチネス vs.  サイード・ヌルマゴメドフ ×
3R終了 判定3-0（29-28、29-28、29-28）
第11試合 215ポンド契約 5分3R
○  ニキータ・クリーロフ vs.  ライアン・スパン ×
1R 3:38 三角絞め
第12試合 ヘビー級 5分3R
○  アレキサンダー・ヴォルコフ vs.  アレクサンドル・ロマノフ ×
1R 2:16 TKO（パウンド）
第13試合 バンタム級 5分5R
○  メラブ・ドバリシビリ vs.  ピョートル・ヤン ×
5R終了 判定3-0（50-45、50-45、50-45）

### 各賞
ファイト・オブ・ザ・ナイト：ビトー・ペトリーノ vs. アントン・トゥルカリ
パフォーマンス・オブ・ザ・ナイト：デイビー・グラント、ブルーノ・シウバ
各選手にはボーナスとして5万ドルが授与された。

### カード変更
負傷などによるカードの変更は以下の通り。